# Сант'Антонио (Фиренца)
Сант'Антонио је насеље у Италији у округу Фиренца, региону Тоскана.
Према процени из 2011. у насељу је живело 30 становника. Насеље се налази на надморској висини од 357 м.